# Municipio de Washington (condado de Ringgold)
El municipio de Washington (en inglés: Washington Township) es un municipio ubicado en el condado de Ringgold en el estado estadounidense de Iowa. En el año 2010 tenía una población de 525 habitantes y una densidad poblacional de 5,84 personas por km².

## Geografía
El municipio de Washington se encuentra ubicado en las coordenadas 40°46′29″N 94°17′51″O / 40.77472, -94.29750. Según la Oficina del Censo de los Estados Unidos, el municipio tiene una superficie total de 89.87 km², de la cual 89,57 km² corresponden a tierra firme y (0,34 %) 0,3 km² es agua.

## Demografía
Según el censo de 2010, había 525 personas residiendo en el municipio de Washington. La densidad de población era de 5,84 hab./km². De los 525 habitantes, el municipio de Washington estaba compuesto por el 97,52 % blancos, el 0,19 % eran afroamericanos, el 1,14 % eran amerindios, el 1,14 % eran de otras razas. Del total de la población el 3,05 % eran hispanos o latinos de cualquier raza.